# Embu das Artes
Pour les articles homonymes, voir Embu (homonymie).
Embu est une ville brésilienne de l'État de São Paulo. Sa population était estimée à 237 318 habitants en 2007. La municipalité s'étend sur 70 km2.
Il existe également de grandes sociétés sportives, comme le club de football Vasco do Embu.
Sa curieuse histoire lui a valu une spécialisation contemporaine inattendue : être une ville spécialement conçue pour accueillir les artistes. Cela apporte des dividendes touristiques à la ville. Pour cette raison, en 2011, le nom officiel de la ville a été changé d'Embu à "Embu das Artes".

## Maires
| Période | Période | Identité                      | Étiquette | Qualité |
| ------- | ------- | ----------------------------- | --------- | ------- |
| 2009    | 2012    | Francisco Nascimento de Brito | PT        |         |